# 汤素兰
汤素兰（1965年—），湖南宁乡人，中国儿童文学作家，中国民主促进会会员，民进湖南省委副主委，湖南师范大学文学院教授。

## 生平
1985年，汤素兰毕业于湖南师范大学中文系。1986年，汤素兰开始发表作品。1988年，汤素兰考入浙江大学中文系，1991年毕业。1999年，汤素兰加入中国作家协会。
2008年，当选第十一届全国政协委员，代表教育界，分入第四十组。
2021年7月，汤素兰被湖南省人民政府聘任为政府参事，聘期至2026年7月。
2023年3月13日，湖南省作家协会第八届全省委员会第六次全体会议，汤素兰当选湖南省作家协会主席。

## 作品

### 短篇童话
- 《小朵朵和大魔法师》
- 《小朵朵与半个巫婆》
- 《寻找快乐岛》
- 《阁楼精灵》
- 《送萤火虫回家》
- 《大嘴巴小鬼》

### 长篇童话
- 《小朵朵和超级保姆》
- 《笨狼和他的爸爸妈妈》
- 《笨狼的学校生活》
- 《笨狼旅行记》
- 《小巫婆真美丽》

### 儿童小说
- 《张牙舞日记》
- 《开心果甄帅》
- 《超级天才呆头熊》

### 评论集
- 《童话的诞生》

### 中篇小说
- 《黑色山恋》
- 《珍珠》

### 散文诗
- 《野雨》
- 《梦之音》
- 《难以诉说》